# Тыелга (посёлок)
Ты́елга — посёлок в Миасском городском округе Челябинской области России.

## География
Через посёлок протекает река одноимённая река. Расстояние до Миасса 25 км.
Первичным является название реки (предположительный перевод с башкирского - "Река запрета", "Запретная река".

## Население
| 2002 | 2010 |
| ---- | ---- |
| 200  | ↗267 |

По данным Всероссийской переписи, в 2010 году численность населения посёлка составляла 267 человек (143 мужчины и 124 женщины).

## Улицы
Уличная сеть посёлка состоит из 10 улиц.